# Graeme Smith (zwemmer)
Graeme Smith (Falkirk, 31 maart 1976) is een voormalig internationaal topzwemmer uit Schotland, die in 1996 de bronzen medaille won op de 1.500 meter vrije slag bij de Olympische Spelen in Atlanta. 
Hoewel hij werd geboren in Schotland groeide Smith op in het noorden van Engeland. In 1994 vertegenwoordigde hij Schotland bij de Gemenebestspelen in Victoria, Canada, waar hij de finale haalde van zowel de 400 als de 1.500 meter vrije slag. Een jaar later maakte Smith voor het eerst zijn opwachting in de Britse zwemploeg, toen hij deelnam aan de Europese kampioenschappen in Wenen. Daar wist hij bijna de regerend kampioen, de Duitser Jörg Hoffmann, te verrassen op de marathon onder de zwemnummers, de 1.500 meter vrije slag. Een jaar later won hij brons bij de Spelen in Atlanta op hetzelfde onderdeel, nadat hij in de slotmeters voorbij werd gezwommen door de Australiër Daniel Kowalski. Het goud ging naar diens landgenoot Kieren Perkins.
Na 1996 verdween Smith enigszins uit beeld, omdat zijn vorm haperde. Pas in 2001 deed hij weer van zich spreken, toen hij bij de wereldkampioenschappen langebaan in Fukuoka de zilveren plak won op de 1.500 meter vrije slag. Hij klokte een tijd onder de 15 minuten en werd daarmee de eerste Brit die daarin slaagde. Smith pakte bij dezelfde kampioenschappen de bronzen plak op de 800 vrij. Diezelfde prestatie herhaalde hij een jaar later bij de Gemenebestspelen in Manchester.
Na de Spelen van Sydney te hebben gemist, wist Smith zich te plaatsen voor de Olympische Spelen 2004 in Athene. Daar kwam hij echter niet verder dan de zesde plaats op de 1.500 meter vrije slag. Niet veel later nam hij afscheid als wedstrijdzwemmer en keerde hij terug in de studiebanken op de Universiteit van Manchester.